# Yongquan (köpinghuvudort i Kina, Zhejiang Sheng, lat 28,76, long 121,32)
Yongquan (kinesiska: 涌泉镇) är en köpinghuvudort i Kina. Den ligger i provinsen Zhejiang, i den östra delen av landet, omkring 200 kilometer sydost om provinshuvudstaden Hangzhou. Antalet invånare är 42 942. Befolkningen består av 20 487 kvinnor och 22 455 män. Barn under 15 år utgör 17,0 %, vuxna 15-64 år 70 %, och äldre över 65 år 11,0 %.
Runt Yongquan är det mycket tätbefolkat, med 1 056 invånare per kvadratkilometer. Närmaste större samhälle är Taizhou, 15,8 km sydost om Yongquan. I omgivningarna runt Yongquan växer i huvudsak blandskog.
Genomsnittlig årsnederbörd är 2 144 millimeter. Den regnigaste månaden är augusti, med i genomsnitt 395 mm nederbörd, och den torraste är januari, med 73 mm nederbörd.